# Murallas de Villajoyosa
Las murallas de Villajoyosa son un conjunto defensivo amurallado datado en el siglo XVI situado en la localidad alicantina de Villajoyosa, (Comunidad Valenciana, España). Se abrió expediente para su declaración como Conjunto histórico-artístico en 1978, y fueron declaradas bien de interés cultural con la calificación de Monumento en 1985. En su origen, las murallas encintaban la ciudad con cuatro cubos-torreones, tres de ellos orientados cara al mediodía y uno al norte, y dos torres que flanqueaban la única puerta de acceso. También se encontraba un castillo a poniente. El amurallamiento estaba alamborado en mampostería en sus dos terceras partes de altura.
Los restos que quedan de las murallas son la franja noroeste con un cubo-torreón en la Plaza de la Generalidad a un extremo, y otro en la calle del Pal, que es singular por ser el de mayor planta de todos y disponer de una cañonera de sillería; también están localizados y protegidos restos de cimientos en tramos distintos de la ciudad.

## Historia
La construcción de las murallas se realizó entre 1551 y 1565. Con anterioridad (al menos desde 1525) había existido en la localidad un sistema de contención defensivo no fortificado. En 1538 la ciudad sufrió un grave ataque berberisco lo que instó a que se realizasen las primeras gestiones para proteger el núcleo poblacional. En 1551 se dictó una Real Orden por la cual se ordenó la fortificación de Villajoyosa y otras localidades en la línea costera entre las ciudades de Alicante y Valencia, y todo ello siguiendo el modelo Vauban. Con anterioridad, la ciudad dispuso de un castillo defensivo, cuyos restos se integraron en las murallas. Este castillo databa de finales del siglo XIV encomendado a la Orden de San Juan. Rafael Martí de Viciana señalaba en el siglo XVI que el castillo tenía una estructura poligonal con torres cuadradas y saliente corrido en lo alto. Sin embargo, en 1475 el castillo ya estaba afectado por graves daños y los últimos datos sobre su "mal" estado los da Pascual Madoz en el siglo XIX.
Las murallas sufrieron graves daños durante la Guerra de Sucesión y, aunque reparadas después, ya no lucieron ni sirvieron como sistema defensivo.